# Ginette Acevedo
Mirna Jinett Acevedo Palma (San Fernando, 15 de abril de 1942), más conocida como Ginette Acevedo, es una cantante chilena. Ganó el Festival Internacional de la Canción de Viña del Mar en dos ocasiones: el género internacional en 1964 y el folclórico en 1971.

## Carrera artística
Se caracteriza por una voz profunda y con matices y sus canciones son folclóricas, boleros y baladas. Fue una de las primeras cantantes de su país en grabar canciones de raíz folclórica latinoamericana pensando en una difusión popular. Antes de cumplir 30 años de edad ya era reconocida como una de las artistas de mayor éxito fuera de Chile, triunfando en países como Argentina, donde vivió seis años y alcanzó sus mayores éxitos, México, Perú y Venezuela.
Ganó el Festival Internacional de la Canción de Viña del Mar en dos oportunidades: en la competición internacional de 1964 con «Está demás», de Ricardo Jara, y en la competición folclórica de 1971 con «La torcacita», de Óscar Cáceres y Luis Barragán. Además, obtuvo el segundo puesto en la competencia internacional de 1964 con el tema «Arena», de Óscar Olivares.
Su paso por Argentina, país al que llegó en 1964 siguiendo a su primer marido, el productor de espectáculos Luciano Galleguillos, marcó su carrera artística. Además de editar discos y promocionarse a través de extensas giras, la cantante fue convocada en 1967 a participar en dos películas musicales en Argentina: Pichones de hombre (el debut del legendario Sandro en el cine) y Chao amor.
Dos retiros voluntarios del ambiente artístico también son relevantes en su carrera. El primero lo asumió a fines de los años 1960, cuando la cantante decidió renunciar al éxito en Argentina y regresar a Chile. Gracias a los consejos de Palmenia Pizarro, volvió a grabar en 1972, sin embargo, dos años después volvió a dejarlo todo. Su regreso se consumó en 1977, cuando Gonzalo Bertrán la convocó para el estelar televisivo Esta noche fiesta. Desde ese momento mantuvo una constante presencia en televisión durante los años 1980.
Adherente de la dictadura militar de Augusto Pinochet, participó activamente en la campaña del "Sí" en el plebiscito de 1988.
Junto con el compositor Julio Zegers, fue reconocida por la Sociedad Chilena de Autores e Intérpretes Musicales (SCD) como «figura fundamental de la música chilena» en 2022.

## Discografía

### Long Play
- La voz de la ternura (1962) RCA Víctor, Chile.
- Trencito de Navidad (1963) RCA Víctor, Chile.
- Canta Ginette Acevedo: La voz más hermosa de Chile (1964) RCA Víctor, Chile.
- Ginette Acevedo (1965) RCA Víctor, Argentina..
- Poema XX (1966) RCA Víctor, Argentina..
- Mis noches sin ti (1966) RCA Víctor, Argentina.
- Arriba en la Cordillera (1967) RCA Víctor, Argentina.
- Cariño malo (1967) RCA Víctor, Venezuela.
- Otro verano (1968) RCA Víctor, Argentina.
- Chamamés con Ginette Acevedo(1969) RCA Víctor, Argentina.
- Lo mejor de Ginette Acevedo (1970) RCA Víctor, Chile..
- Ginette (1971) Philips, Chile.
- A otro nivel (1974) Granizo, Chile.
- Mujeres de Chile (1979) Brisa, Chile.

### Extended Play
- Ginette en Viña (1964) Medio Long Play, RCA Víctor, Chile.

### Casetes
- Así de simple (1982).
- Éxitos de México con La voz de la ternura (1988).
- Boleros. Homenaje a Lucho Gatica (1995).

### Disco compacto
- Mis raíces (2000).
- Nosotros juntos.
- Desde el alma (2012).

### EP, antologías de éxitos, grabaciones en vivo, DVD y reediciones
- La voz de la ternura (2000).
- Lo mejor de (2003).
- Llegó Navidad (2005).
- 25 grandes éxitos.
- 16 grandes éxitos.

### Compilados de varios artistas
- Ritmo de la Juventud. Vol. 2 (1996).
- Ritmo de la Juventud. Vol. 6 (1996).
- Nosotros juntos (2002).
- Las 100 mejores canciones chilenas de todos los tiempos (2004).

## Filmografía
- Tacuara y Chamorro, pichones de hombre  (1967)
- Chao amor (1968)